# Липки (станция)
Липки — железнодорожная станция близ поселения Верхние Липки, Краснолиповское сельское поселение, Фроловский район.

## Расписание
Пригородного следования
| № поезда | Маршрут движения    | № поезда | Маршрут движения    |
| -------- | ------------------- | -------- | ------------------- |
| 6491     | Волгоград — Арчеда  | 6492     | Арчеда — Волгоград  |
| 6805     | Волгоград — Урюпино | 6810     | Урюпино — Волгоград |